# Jarčja Dolina
Jarčja Dolina je naselje u slovenskoj Općini Žiriju. Jarčja Dolina se nalazi u pokrajini Gorenjskoj i statističkoj regiji Gorenjskoj. 

## Stanovništvo
Prema popisu stanovništva iz 2002. godine naselje je imalo 72 stanovnika.